# Steindlalm
Die Steindlalm ist eine Alm in der Gemeinde Dorfgastein im österreichischen Bundesland Salzburg.

## Lage und Charakteristik
Die Steindlalm liegt an den östlichen Berghängen des Tagkopfs in der Goldberggruppe. Sie befindet sich in der Ortschaft Luggau und in der Katastralgemeinde Dorfgastein. Sie ist dem Steindlgut in Dorfgastein zugehörig. Das Gelände der Steindlalm fällt Richtung Osten zum Flusstal der Gasteiner Ache ab. Südlich des Areals fließt der Präaugraben, ein linksseitiger Nebenbach der Gasteiner Ache. Westlich der Alm erstreckt sich ein Grünerlen-Buschwald.
Eine Almhütte steht auf einer Höhe von 1720 m ü. A. Sie ist vom Boden des Gasteinertals über den zur höher gelegenen Stöcklhütte führenden Güterweg erreichbar. Die Alm liegt zum Teil im Eigenjagdgebiet Dorferalpe und zum Teil im Eigenjagdgebiet Dorferwaldjagd. Sie gehört zu einer Rotwild-Ruhezone, die von 1. November bis 31. Mai nicht betreten werden darf.

## Geschichte
Im von 1823 bis 1830 erstellten Franziszeischen Kataster ist die Alm als Dorfer Alpe mit mehreren Gebäuden verzeichnet. Die Naturfreunde veranstalteten 1932 einen Mannschaftslauf um einen Wanderpreis mit der Steindlalm als Startplatz.